# Put chai ko
El put chai ko es un aperitivo hongkonés. Se trata de un pudin pequeño y dulce, de consistencia blanda pero capaz de mantener su forma fuera del recipiente. Se hace con diferentes formas de azúcar al vapor e ingredientes seleccionados.

## Historia
El pudin se hace como otros pasteles al vapor tradicionales cantoneses. Se dice que tiene su origen en el condado chino de Taishan, 140 km al oeste de Hong Kong. El pudin alcanzó su mayor popularidad en la primera mitad de la década de 1980, cuando los comerciantes callejeros la vendían por todas las calles en sus carritos. En esa época solo había unos pocos sabores. Uno de los rasgos típicos del dulce es que se sirven en un tazón de porcelana o en un molde de aluminio. El put chai ko sigue estando disponible en algunas panaderías chinas, tiendas de aperitivos o vendedores callejeros. También puede encontrarse como un polo, sujeto con dos palillos de bambú.